# Скейтбординг на літніх Олімпійських іграх 2024
Змагання зі скейтбордингу на літніх Олімпійських іграх 2024 у Парижі тривали з 27 липня до 7 серпня на Площі Згоди. Це буде друга поява цього виду спорту на Олімпійських іграх, після його запровадження на літніх Олімпійських іграх 2020.

## Розклад змагань
| Q | Кваліфікація | Ф | Фінал |

Р = ранкові сесії змагань зі стріту розпочинаються о 12:00, змагань з парку - о 12:30.

| Дисципліна ↓ / Дата → | Суб 27 | Суб 27 | Нед 28 | Нед 28 | Вів 6 | Вів 6 | Сер 7 | Сер 7 |
| --------------------- | ------ | ------ | ------ | ------ | ----- | ----- | ----- | ----- |
| парк (чоловіки)       |        |        |        |        |       |       | Q     | Ф     |
| стріт (чоловіки)      | Q      | Ф      |        |        |       |       |       |       |
| парк (жінки)          |        |        |        |        | Q     | Ф     |       |       |
| стріт (жінки)         |        |        | Q      | Ф      |       |       |       |       |

## Країни-учасниці
У змаганнях візьме участь 88 скейтбордистів з 23 національних олімпійських комітетів (НОК).
- Аргентина (ARG) (2)
- Австралія (AUS) (9)
- Бразилія (BRA) (12)
- Канада (CAN) (4)
- Китай (CHN) (4)
- Колумбія (COL) (2)
- Данія (DEN) (1)
- Фінляндія (FIN) (1)
- Франція (FRA) (7)
- Німеччина (GER) (2)
- Велика Британія (GBR) (3)
- Італія (ITA) (2)
- Японія (JPN) (10)
- Марокко (MAR) (1)
- Нідерланди (NED) (2)
- Португалія (POR) (2)
- Пуерто-Рико (PUR) (1)
- Словаччина (SVK) (1)
- ПАР (RSA) (3)
- Іспанія (ESP) (5)
- Швеція (SWE) (1)
- Таїланд (THA) (1)
- США (USA) (12)

## Медальний залік

### Таблиця медалей
*   Країна-господарка (Франція)
| Місце               | NOC                 | Золото | Срібло | Бронза | Загалом |
| ------------------- | ------------------- | ------ | ------ | ------ | ------- |
| 1                   | Японія              | 2      | 2      | 0      | 4       |
| 2                   | Австралія           | 2      | 0      | 0      | 2       |
| 3                   | США                 | 0      | 2      | 1      | 3       |
| 4                   | Бразилія            | 0      | 0      | 2      | 2       |
| 5                   | Велика Британія     | 0      | 0      | 1      | 1       |
| Загалом (5 збірних) | Загалом (5 збірних) | 4      | 4      | 4      | 12      |

### Медалісти
| Дисципліна       | Золото                   | Срібло                 | Бронза                       |  |
| ---------------- | ------------------------ | ---------------------- | ---------------------------- |  |
| парк (чоловіки)  | Кіґан Палмер · Австралія | Том Шаар · США         | Аугусту Акіо · Бразилія      |  |
| стріт (чоловіки) | Юто Хоріґоме · Японія    | Джеґґер Ітон · США     | Найджа Г'юстон · США         |  |
|                  |                          |                        |                              |  |
| парк (жінки)     | Аріса Трю · Австралія    | Кокона Хіракі · Японія | Скай Браун · Велика Британія |  |
| стріт (жінки)    | Коко Йошідзава · Японія  | Ліз Акама · Японія     | Раїсса Леал · Бразилія       |  |